# Jastrząb (Powiat Szydłowiecki)
Jastrząb ist eine Stadt sowie Sitz der gleichnamigen Stadt-und-Land-Gemeinde im Powiat Szydłowiecki der Woiwodschaft Masowien, Polen. Zum 1. Januar 2023 erhielt Jastrząb seine 1870 entzogenen Stadtrechte wieder.

## Gemeinde
Zur Stadt-und-Land-Gemeinde Jastrząb gehören folgende dreizehn Ortschaften mit einem Schulzenamt:
Gąsawy Plebańskie
Gąsawy Rządowe
Gąsawy Rządowe-Niwy
Jastrząb
Kolonia Kuźnia
Kuźnia
Lipienice
Orłów
Nowy Dwór
Śmiłów
Wola Lipieniecka Mała
Wola Lipieniecka Duża

## Verkehr
Auf Gemeindegebiet liegen die Halte Jastrząb (im Ort Lipienice) und Gąsawy Plebańskie der Bahnstrecke Warszawa–Kraków. Nach den Orten Wola Lipieniecka Mała und Wola Lipieniecka Duża ist der Haltepunkt Wola Lipienicka benannt, der allerdings auf dem Gebiet der Nachbargemeinde Wierzbica liegt.